# Олимпиада (дем Аристотел)
Вижте пояснителната страница за други значения на Олимпиада.
Олимпиада (на гръцки: Ολυμπιάδα или катаревуса Ολυμπιάς) е село в Гърция, част от дем Аристотел, област Централна Македония, с 649 жители (2001).

## География
Селото е разположено на брега на Орфанския залив. Отстои на 90 километра от Солун и на 35 километра от демовия център Йерисос. Главната църква на Олимпиада е „Света Неделя“.

## История
На около километър от селото са развалините на древна Стагира. На пътя към Стратони, в местността Зепко, която има отличен плаж, има разкрита раннохристиянска базилика.
Селото е основано от бежанци, пристигнали от село Агия Кириаки (в превод Света Неделя), Турция в 1923 година. Първоначално районът е блатист и населението страда от малария, затова голяма част се изселва на други места в Гръцка Македония и Тракия.
| Име     | Име      | Ново име | Ново име | Описание                                                   |
| ------- | -------- | -------- | -------- | ---------------------------------------------------------- |
| Савалес | Σαβαλές  | Врахаки  | Βραχάκι  |                                                            |
| Цифлики | Τσιφλίκι | Ктима    | Κτήμα    | местност на СЗ от Олимпиада по десния бряг на Маврос Лакос |